# Поляниченко, Александр Александрович
Александр Александрович Поляниченко (23 декабря 1895 года, Путивль — 29 февраля 1968 года, Дзауджикау, Северо-Осетинская АССР) — композитор, дирижёр, скрипичный мастер, один из основателей Северо-Осетинского отделения Союза композиторов, заслуженный деятель искусства Северо-Осетинской АССР.

## Биография
Родился в 1895 году в городе Путивль. После смерти отца вместе с матерью переехал в Москву, где с 1907 году обучался в Строгановском художественно-промышленном училище, по окончании которого с 1915 года преподавал в Путивле рисование и черчение. В последующем работал в Мариуполе, где в 1920 году изучал игру на скрипке у скрипичного педагога Исайи Закомы. С 1923 по 1926 года обучался в Ростовской консерватории. С 1927 года играл в симфоническом оркестре в Орджоникидзе, преподавал в классе скрипки в Орджоникидзевской музыкальной школе и училище искусств.
С 1934 года — заведующий музыкальной частью, дирижёр Северо-Осетинского музыкального драматического театра.
Был одним из основателей Северо-Осетинского отделения Союза композиторов, более двадцати лет был его председателем (1937—1946; 1956—1961). Изучал и собирал материалы осетинского музыкального народного творчества. Выполнил более пятидесяти музыкальных оформлений драматических спектаклей. Написал оперу «Фатима» по поэме Коста Хетагурова, музыку к спектаклям «Желание Паша», «Отелло», которые представлялись на сценах Орджоникидзе.
Будучи студентом Ростовской консерватории, стал обладателем скрипки Джузеппе Гварнери. Занимался изготовлением скрипок. Создал 108 скрипок. Его работа «Скрипка № 45» была признана одной из лучших копий скрипичного мастера Джузеппе Гварнери. Эта скрипка была приобретена квартетом имени Комитаса. Создал около 50 инструментов в стиле Джузеппе Гварнери. Затем изучал школу создания скрипок Антонио Страдивари. Его «Скрипка № 65» заняла первое место в конкурсе скрипичных инструментов и в настоящее время находится в Государственной коллекции уникальных музыкальных инструментов (№ 77 в реестре). На его скрипках играли Игорь Семёнович Безродный, Галина Всеволодовна Баринова.
С 1964 года входил в Совет скрипичных мастеров при Министерстве культуры СССР.
Проживал в доме № 20 по Набережной улице (сегодня — улица Тхапсаева) в Орджоникидзе. В этом доме создал около 30 скрипок, в том числе копию скрипки «Император» Страдивари. Умер в феврале 1968 года.
Основные сочинения
- опера «Фатима» (одноактная, по одноимённый поэме К. Хетагурова, 1949);
- музыкальная комедия «Любовь требует жертв» для симфонического оркестра: картина Фандыр (1939), увертюра Ирон (1948), Осетинская танцевальная сюита (1950), Зилга (1953), поэма Сослан и Кошер (1954), Каприччио на осетинские темы (1956), Торжественное шествие (1964);
- «Поэма» для скрипок и симфонического оркестра (1953);
- «Концертная баллада» для виолончели и симфонического оркестра (1955);
- «Сюита на осетинские темы» для оркестра народных инструментов (1952);
- «Фантазия на осетинские темы» (1952),
- «Симд нартов» (1956);
- «Осетинская молодёжная» для хора и оркестра народных инструментов (сл. Г. Плиева, 1940);
- Струнный квартет (1959);
- «Симд» для скрипки и фортепьяно (1950);
- Шесть осетинских мелодий (1952);
- Вальсы для фортепьяно (1939);
- Фантазии и вариации (1945)
- Шесть прелюдий (1946),
- Осетинские танцы (1956);

Награды
- Орден Трудового Красного Знамени (1960)
- Заслуженный деятель искусств Северо-Осетинской АССР (1947)